# Nambo
Nambo is een bestuurslaag in het regentschap Bogor van de provincie West-Java, Indonesië. Nambo telt 9536 inwoners (volkstelling 2010).